# Albrechtice (Malešov)
Albrechtice (německy Albrechtitz) jsou malá vesnice, část městyse Malešov v okrese Kutná Hora. Nachází se asi čtyři kilometry jihozápadně od Malešova. Vesnicí protéká Košický potok, který je levostranným přítokem říčky Vrchlice.
Albrechtice leží v katastrálním území Polánka u Malešova o výměře 4,24 km².

## Historie
První písemná zmínka o vesnici pochází z roku 1316.
V roce 1900 byla osadou obce Košice, v letech 1910–1999 nebyla jako osada uváděna, od 1. ledna 2000 přísluší jako místní část k městysu Malešov.

## Obyvatelstvo
| Rok            | 1869 | 1880 | 1890 | 1900 | 1910 | 1921 | 1930 | 1950 | 1961 | 1970 | 1980 | 1991 | 2001 | 2011 | 2021 |
| -------------- | ---- | ---- | ---- | ---- | ---- | ---- | ---- | ---- | ---- | ---- | ---- | ---- | ---- | ---- | ---- |
| Počet obyvatel | 56   | 0    | 0    | 103  | 93   | 0    | 62   | 0    | 0    | 40   | 25   | 20   | 23   | 13   | 15   |
| Počet domů     | 8    | 0    | 0    | 10   | 11   | 13   | 13   | 0    | 0    | 11   | 9    | 13   | 10   | 12   | 12   |

## Fotogalerie

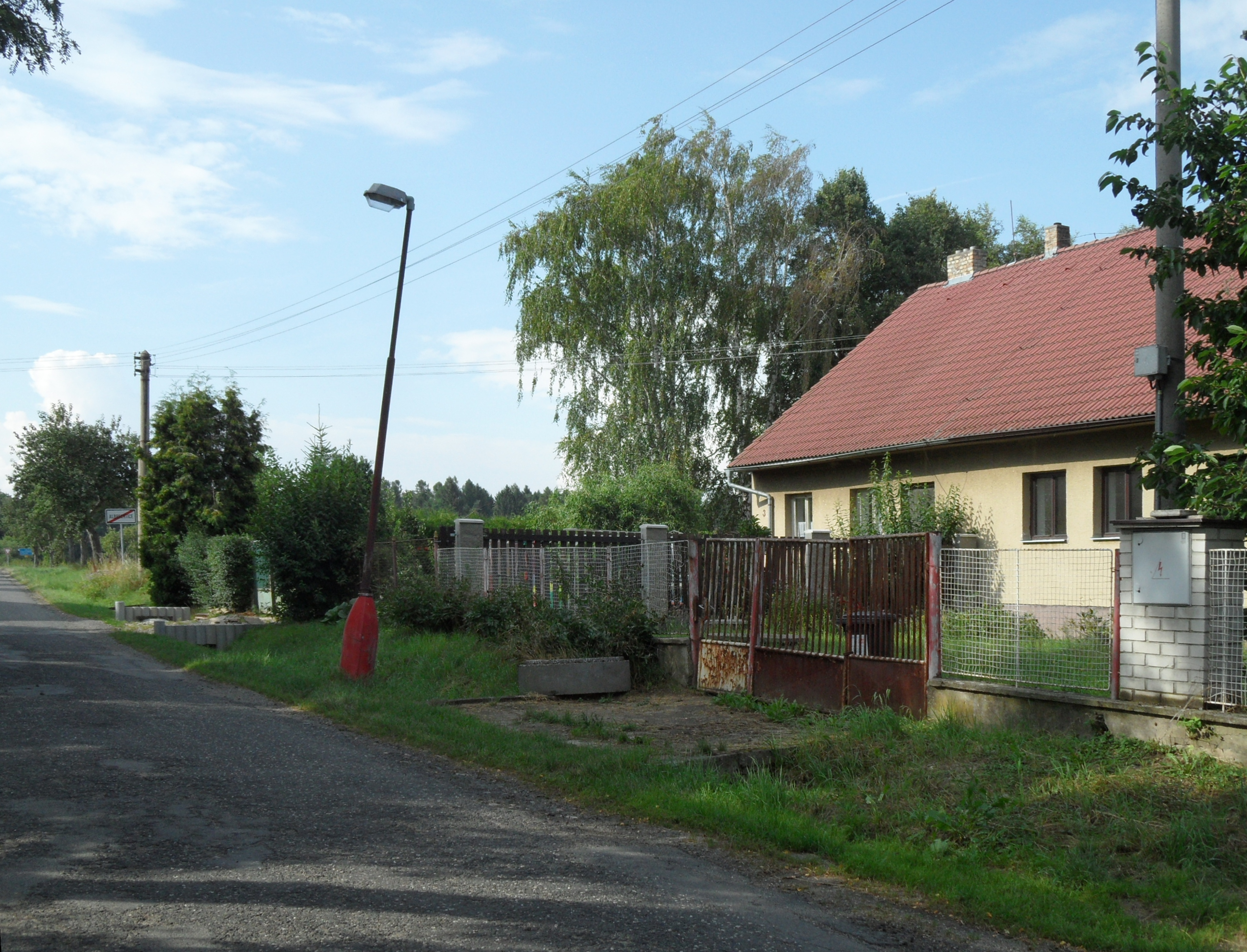
Dům na severním okraji vesnice
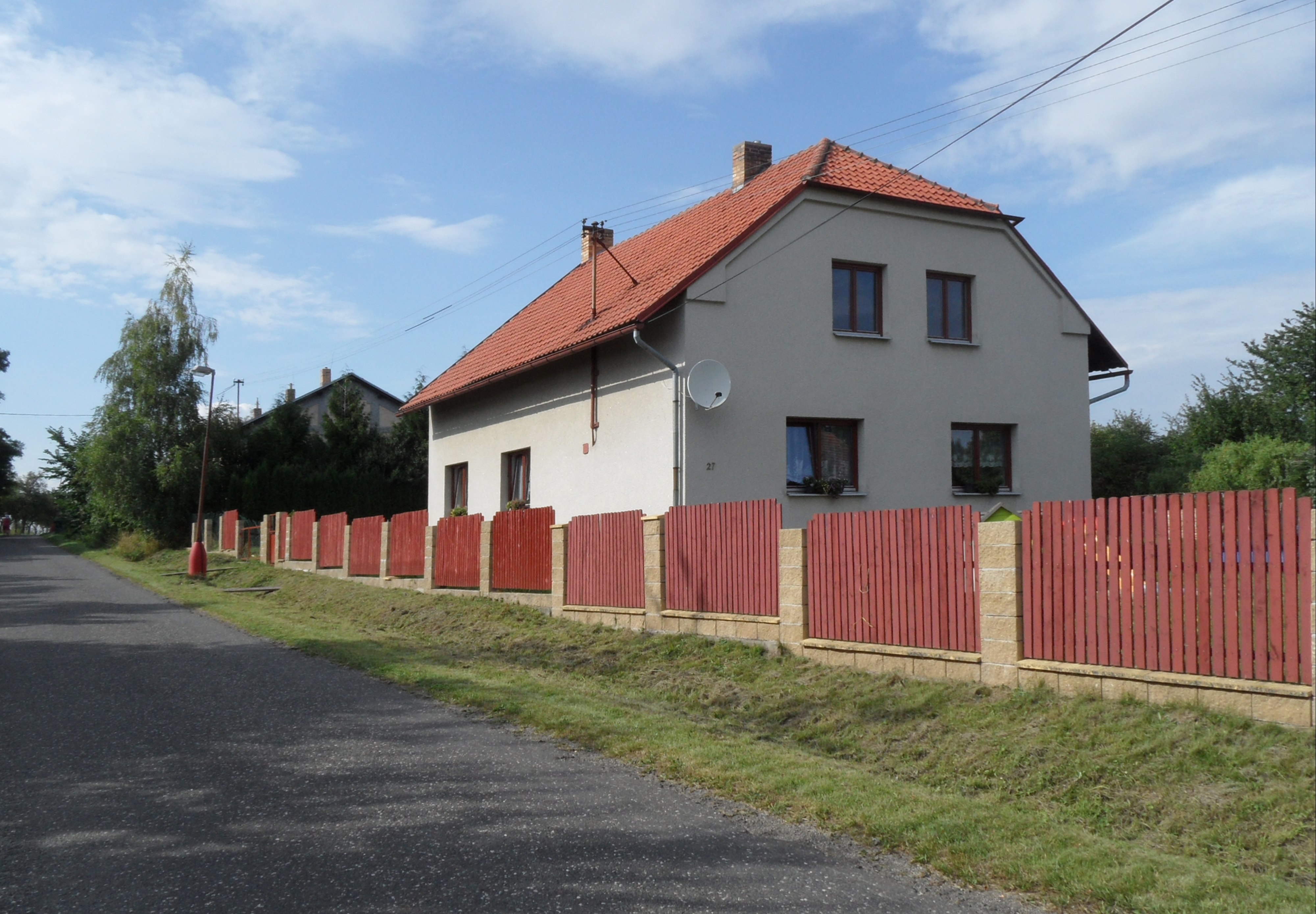
Dům u silnice
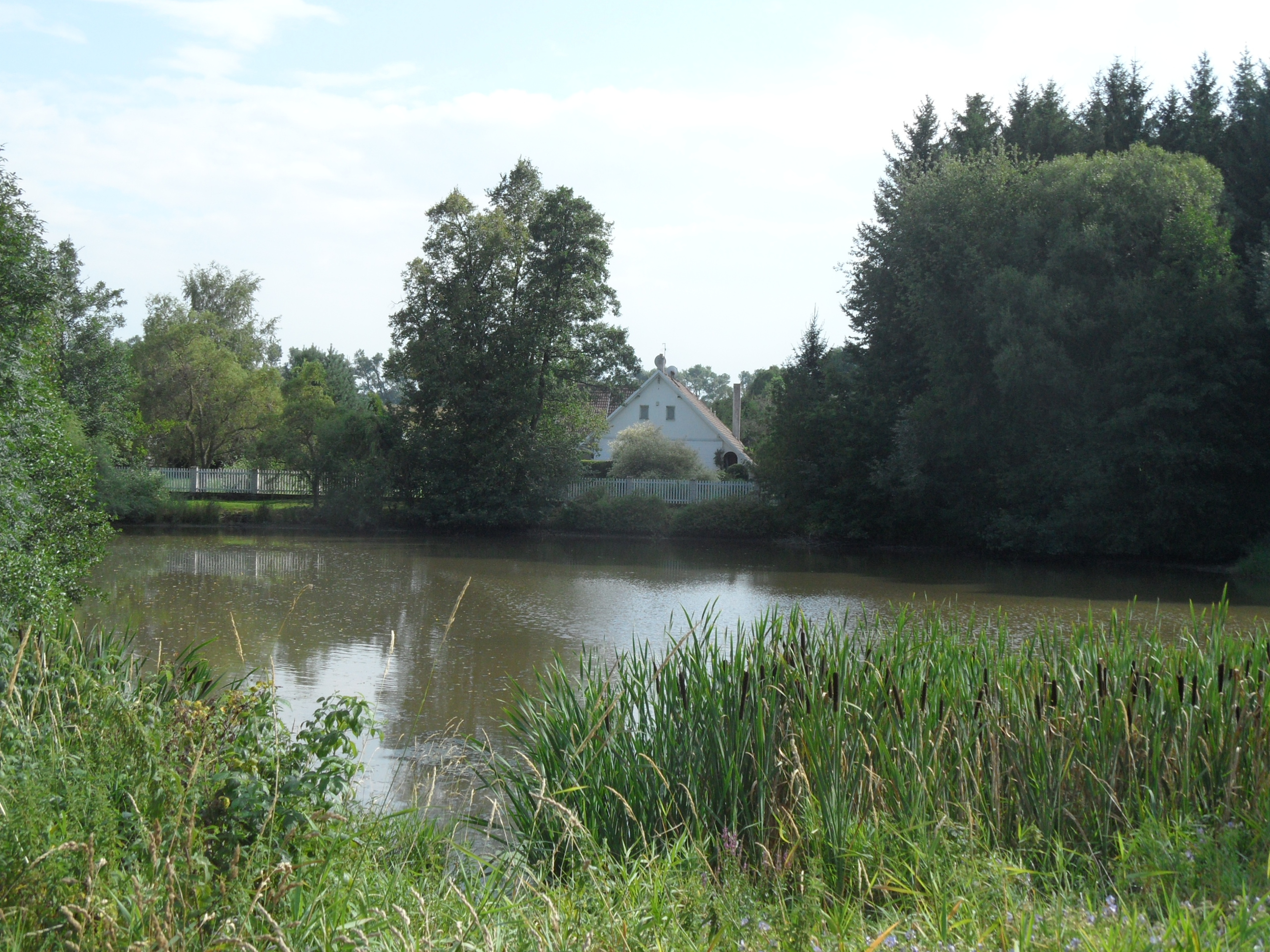
Rybník ve vsi
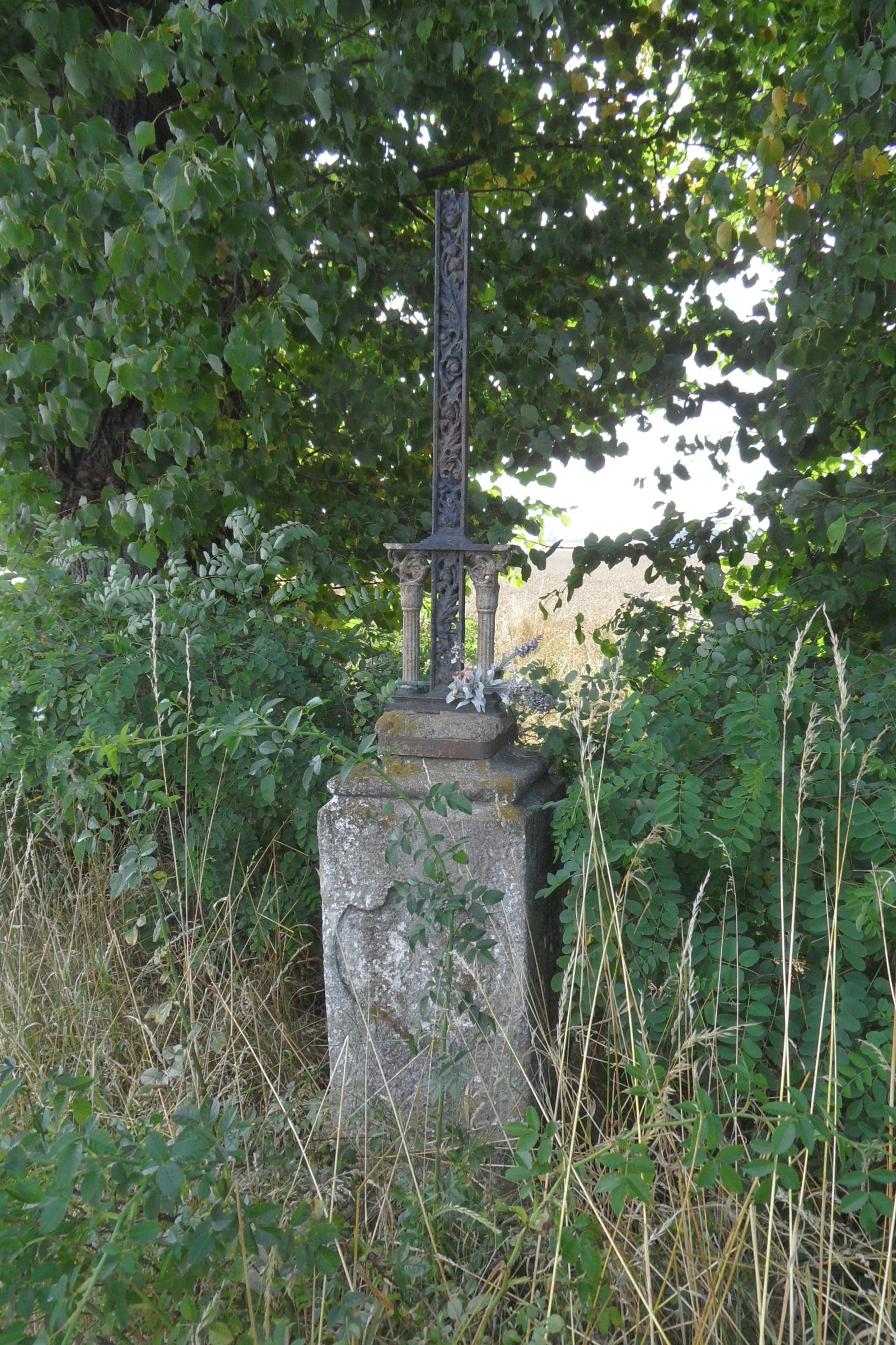
Křížek u odbočky ze silnice II/337